# Астраханский государственный театр кукол
Астраханский государственный театр кукол (Астраханский театр кукол) — кукольный театр в городе Астрахань, основанный в 1986 году.

## История
Астраханский государственный театр кукол был основан в декабре 1986 года. Первый сезон открылся в ноябре 1987 года спектаклем «Победители» по пьесе П. Высоцкого.
Возглавил театр художественный руководитель, заслуженный деятель искусств России Владимир Федорович Долгополов.
Первые годы спектакли проходили в помещении Астраханского гарнизонного Дома офицеров. В 1992 году труппа переехала в реконструированное здание.

## Репертуар
За годы существования театр кукол осуществил постановку более шестидесяти спектаклей для детей и взрослых.
Прежде всего это классические пьесы : «Золотой ключик» А. Толстого, «Царевна Лягушка» Н. Гернет, «Кошкин дом» С. Маршака и другие. В репертуаре много пьес современных российских и зарубежных авторов: «Солнышко и снежные человечки» А. Веселова, «Собачья радость» М. Супонина, «Доктор Айболит» К. Чуковского и А .Усачева, «Откуда берутся дети» Т. Поповой, «Отважный Жожо» К. Крстова (Болгария), «Прыгающая принцесса» Л. Дворского (Чехия).
У театра много проектов, работает летняя театральная площадка во дворике театра. Сегодня театр является своеобразным общественным культурным центром: на его сцене проходят творческие фестивали, концерты и праздники. В фойе первого этажа располагается музей кукол, а в фойе второго этажа проходят выставки детских рисунков и выставки астраханских художников. Посетив театр, маленькие зрители получают массу положительных эмоций от интерактивных занятий с аниматорами, аквагрима, прослушивания небольших музыкальных концертов в антракте. Театр кукол стал творческой площадкой для небольших театральных коллективов.

## Награды
- Премия Правительства Российской Федерации за лучшую театральную постановку по произведениям русской классики (15 октября 2019 года) — за постановку «Сказка о Крошечке-Хаврошечке» (по мотивам русской народной сказки)[2]
- Дипломант IV Международного фестиваля кукольных театров «Подольская кукла» в Виннице.[3]